# East View
East View (Ист Вью) — международная компания, базирующаяся в Миннеаполисе (США) и имеющая офисы в России и на Украине. Компания существует с 1989 года. Главная сфера деятельности — предоставление русскоязычных электронных ресурсов.
Часть деятельности компании — предоставление онлайновых баз данных на русском языке — осуществляется фирмой East View Publications. Базами данных российских изданий пользуются Гарвард, Йель, Принстон, библиотеки университетов Нью-Йорка, Чикаго, Мичигана, Индианы.